# Jerónimo Saavedra Acevedo
Jerónimo Saavedra Acevedo   (Las Palmas de Gran Canaria, 3 de juliol de 1936 - Las Palmas de Gran Canaria, 21 de novembre de 2023) fou un polític espanyol que fou President de les Canàries en dues ocasions així com ministre de l'últim govern govern presidit per Felipe González.

## Biografia
Va néixer el 3 de juliol de 1936 a la ciutat de Las Palmas de Gran Canaria. Va estudiar dret a la Universitat de La Laguna, ampliant els seus estudis a Colònia i Florència i diplomant-se posteriorment en administració d'empreses. Ha estat professor de la Universitat de Madrid i de La Laguna.
L'any 2000 va revelar la seva homosexualitat en el pròleg del llibre "Outing en España".

## Activitat política
L'any 1972 començà a militar al Partit Socialista Obrer Espanyol (PSOE) i la Unió General de Treballadors (UGT), sent escollit el 1977 Secretari General del Partit Socialista Canari (PSC-PSOE) i entre 1976 i 1983 membre del Comitè Executiu de la UGT.
En les eleccions generals de 1977 va ser escollit diputat al Congrés per la província de Las Palmas, sent novament escollit en les eleccions generals de 1979, 1982 i 1996.
El maig de 1983 va abandonar el seu escó del Congrés per esdevenir President de les Canàries, el primer de l'etapa autonòmica. L'any 1987 cedí la presidència a Fernando Manuel Fernández Martín del CDS, però posteriorment tornà a presidir la comunitat autònoma entre 1991 i 1993.
Després de perdre la reelecció a la presidència canària, que passà a mans de Coalició Canària, el juny de 1993 fou designat senador al Senat en representació de la seva comunitat autònoma, abandonat aquest càrrec el juliol de 1993 per ser nomenat Ministre d'Administracions Públiques durant l'últim govern de Felipe González. El juliol de 1995 es produí un canvi en el govern, esdevenint Saavedra Ministre d'Educació i Ciència.
El juliol de 1999 novament fou escollit senador en representació de les Illes Canàries, càrrec que va desenvolupar fins al juliol de l'any 2003.
En les eleccions municipals del 27 de maig de 2007 es presentà com a cap de cartell pel PSOE a l'alcaldia de Las Palmas de Gran Canaria, esdevenint alcalde per majoria absoluta.